# Верхнее Мышино
Верхнее Мышино — деревня в Красноборском районе Архангельской области. Входит в состав Черевковского сельского поселения.

## География
Находится в юго-восточной части Архангельской области на расстоянии приблизительно 40 км на запад-северо-запад по прямой от административного центра района села Красноборск на левобережье реки Северная Двина вблизи села Черевково.

## История
Отмечена уже только в 1939 года как деревня Черевковского сельсовета Черевковского района.

## Население
Численность населения: 18 человек (русские 89 %) в 2002 году, 15 в 2010.